# Sport in Sardegna
Lo sport in Sardegna si è sviluppato ai livelli dei campionati massimi o cadetti e con un consistente numero di società solo dal secondo dopoguerra in poi. A livello agonistico le società sarde che più si sono distinte sono state nel basket, nell'Hockey su prato, nel calcio e nella pallamano.

## Principali società sportive della Sardegna

### Baseball
- Cagliari Baseball serie A
- Los Amigos Olmedo Baseball serie B
- Iglesias Baseball serie C1
- Catalana Alghero Baseball serie C1
- Yellow Team Sassari Baseball serie C1
- ASD Sassari Baseball Softball Club serie C1
- Vibraf Domusnovas Baseball Softball serie C1
- Tigri Baseball Alghero cat. allievi e ragazzi

### Canoa Polo
- Società Canottieri Ichnusa serie A
- Team Kayak Sardegna serie A
- Canoa Club Cagliari serie A1
- 4 Mori Canoa Kayak serie B

### Calcio

#### Principali società di calcio a 11 maschile in attività
| #   | Società            | I livello | II livello | III livello | IV livello | Totale | Stagione 2025-2026 |
| --- | ------------------ | --------- | ---------- | ----------- | ---------- | ------ | ------------------ |
| 1ª  | Cagliari           | 45        | 30         | 14          | -          | 89     | Serie A            |
| 2ª  | Torres             | -         | -          | 35          | 35         | 70     | Serie C            |
| 3ª  | Olbia              | -         | -          | 19          | 38         | 57     | Serie D            |
| 4ª  | Carbonia           | -         | -          | 12          | 17         | 29     | Eccellenza         |
| 5ª  | Arzachena          | -         | -          | 2           | 20         | 22     | Promozione         |
| 6ª  | Tempio             | -         | -          | -           | 27         | 27     | Eccellenza         |
| 7ª  | Nuorese            | -         | -          | -           | 22         | 22     | Eccellenza         |
| 8ª  | Calangianus        | -         | -          | -           | 15         | 15     | Eccellenza         |
| 9ª  | Alghero            | -         | -          | -           | 12         | 12     | Promozione         |
| 10ª | Monteponi Iglesias | -         | -          | -           | 12         | 12     | Eccellenza         |
| 11ª | Latte Dolce        | -         | -          | -           | 9          | 9      | Serie D            |
| 12ª | Muravera - COS     | -         | -          | -           | 9          | 9      | Serie D            |
| 13ª | Sorso              | -         | -          | -           | 9          | 9      | Seconda Categoria  |
| 14ª | Sant'Elena         | -         | -          | -           | 8          | 8      | Eccellenza         |
| 15ª | Budoni             | -         | -          | -           | 7          | 7      | Serie D            |
| 16ª | Lanusei            | -         | -          | -           | 7          | 7      | Eccellenza         |
| 17ª | Tharros            | -         | -          | -           | 7          | 7      | Promozione         |
| 18ª | Atletico Uri       | -         | -          | -           | 4          | 4      | Eccellenza         |
| 19ª | Ilvamaddalena      | -         | -          | -           | 3          | 3      | Eccellenza         |
| 20ª | Guspini            | -         | -          | -           | 3          | 3      | Promozione         |
| 21ª | Castiadas          | -         | -          | -           | 2          | 2      | Promozione         |
| 22ª | San Teodoro        | -         | -          | -           | 2          | 2      | /                  |
| 23ª | Villacidrese       | -         | -          | -           | 2          | 2      | Promozione         |
| 24ª | Monastir           | -         | -          | -           | 1          | 1      | Serie D            |
| 25ª | Tortolì            | -         | -          | -           | 1          | 1      | Eccellenza         |
| 26ª | Selargius          | -         | -          | -           | 1          | 1      | Promozione         |
| 27ª | La Palma           | -         | -          | -           | 1          | 1      | Prima Categoria    |

Altre società rilevanti:
- Castelsardo: vanta 10 anni in Serie D, (quando rappresentava il V livello del campionato di calcio);
- Atletico Elmas/Frassinetti Elmas: vanta 10 anni in Serie D, (quando rappresentava il V livello del campionato di calcio);
- Gialeto: storica società polisportiva fondata nel 1909 a Serramanna, vanta 8 anni in Serie D, (quando rappresentava il V livello del campionato di calcio);
- Ferrini Cagliari: sezione calcio della Polisportiva Ferrini.
- Sardegna (CONIFA): selezione calcio che rappresenta la regione

Società di calcio non più attive
Elenco delle società di calcio attualmente non in attività ordinate dall'ultima apparizione più recente: 
- Montevecchio: vanta 10 campionati al IV livello. Si scioglie nel 1958;
- San Giorgio Fois/  Sardegna: vanta 1 campionato di III livello e 2 di IV livello. Nel 1946 si fonde con l'Unione Sportiva Cagliari;

#### Calcio a 5
- Città di Sestu Calcio a 5 (Serie A2)
- Cagliari Futsal (Serie B)
- Domus Chia Calcio a 5 (Serie C1)
- Delfino Cagliari (Serie C1)
- Atiesse Calcio a 5 (società sciolta)

#### Calcio femminile
- A.S.D. Torres: Eccellenza
- Tharros: Serie C
- Caprera Calcio Femminile: Serie C
- A.S.D. Football Club Villacidro serie B

Società di calcio femminile non più attive
Atletico Oristano

### Cricket
- A.S.D. Karalis Cricket Club

### Football americano
- Crusaders Cagliari serie A2
- Sirbons Cagliari, squadra storica in via di riapertura

### Golf
- Pevero Golf Club, Arzachena (OT)
- Circolo Golf Is Molas, Pula (CA)
- Is Arenas Golf & Country Club, Narbolia (OR)

### Hockey

#### Hockey in line
- Skating Club Cagliari serie A2
- Tabasco Cagliari serie A2
- Gruppo Pattinatori Sinnai serie B
- Hockey Olbia

#### Hockey su prato maschile
- Società Ginnastica Amsicora serie A1
- Polisportiva Juvenilia Hockey Uras serie A1
- Polisportiva Ferrini Cagliari serie A1
- CUS Cagliari Hockey serie A2
- Hockey Club Suelli serie A2

### Pallacanestro

#### Pallacanestro maschile
- Dinamo Sassari
- Pirates Acc. Sestu
- Santa Croce Olbia
- Silver P. Torres
- Olimpia Cagliari
- Robur Sassari
- Esperia Cagliari

#### Società non più attive
- Basket Cagliari
- Dinamo Cagliari

#### Pallacanestro femminile
- Mercede Basket Alghero serie A2
- CUS Cagliari Pallacanestro serie A2
- Virtus Cagliari serie A2
- Astro Cagliari serie B d'Eccellenza
- Oratorio Basket Elmas serie B d'Eccellenza
- Sant'Orsola Team 98 Sassari serie B d'Eccellenza
- San Salvatore Selargius serie B d'Eccellenza

#### Pallacanestro in carrozzina
- GSD Porto Torres serie A1
- Anmic Sassari serie A1
- BA.D.S Quartu Sant'Elena serie A1

### Pallamano

#### Pallamano femminile
- ASD HC Sassari serie A1
- Handball Club Nuorese serie A1

### Pallanuoto

#### Pallanuoto maschile
- Rari Nantes Cagliari serie A2

#### Pallanuoto femminile
- Nuotomania Cagliari serie B
- Rari Nantes Cagliari serie B
- Rari Nantes Acquatica

### Pallavolo

#### Pallavolo maschile
- Polisportiva Sarroch Serie A3
- CUS Cagliari Serie A3
- US Garibaldi Serie B1
- Cagliari Volley Serie B1
- Pallavolo Olbia Serie B1
- Comer Volley Iglesias Serie B1
- Pallavolo Quartucciu Serie B2
- Pallavolo Arzachena Serie B2
- Silvio Pellico Sassari Serie B2
- VBA Olimpia Sant'Antioco Serie B1
- Pallavolo Decimomannu Serie B1

#### Pallavolo femminile
- Alfieri Cagliari Serie B1
- Janas Volley Quartu Serie B2
- Nuova Volley Serramanna Serie B2
- Pallavolo Hermaea Serie A2
- San Paolo Cagliari Serie B1
- US Garibaldi Serie B2

### Rugby
- Amatori Rugby Alghero serie A
- Amatori Rugby Capoterra serie B
- Union Rugby Cagliari serie C

### Scherma
- Cus Cagliari

### Softball

#### Softball femminile
- Nuoro Softball serie A1
- Tigers Cagliari Softball serie A2
- Supramonte Orgosolo Softball serie A2
- Cagliari B.S.C. serie B
- ASD Sassari Baseball Softball Club serie B
- Vibraf Baseball Softball serie B

#### Softball maschile
- Tigers Cagliari Softball serie A
- Iglesias Softball serie A

### Tennis
- Geovillage Tennis Team serie A1
- Torres Tennis Sassari serie A1

### Judo
- Judo Osaka Nuoro
- Judo Teiko Nuoro

### Beach Soccer
- Cagliari Beach Soccer serie A

## Principali impianti sportivi

### Stadi
| #   | Stadio                 | Città           | Capienza |
| --- | ---------------------- | --------------- | -------- |
| 1°  | Sardegna Arena         | Cagliari        | 16.416   |
| 2°  | Stadio Vanni Sanna     | Sassari         | 12.000   |
| 3°  | Stadio La Piramide     | Sorso           | 7.600    |
| 4°  | Stadio Nino Manconi    | Tempio Pausania | 4.000    |
| 5°  | Stadio Bruno Nespoli   | Olbia           | 4.000    |
| 6°  | Stadio Carlo Zoboli    | Carbonia        | 3.500    |
| 7°  | Stadio Franco Frogheri | Nuoro           | 3.440    |
| 8°  | Stadio Mariotti        | Alghero         | 2.815    |
| 9°  | Stadio Signora Chiara  | Calangianus     | 2.461    |
| 10° | Stadio Biagio Pirina   | Arzachena       | 2.000    |
| 11° | Stadio Pietro Secci    | La Maddalena    | 2.000    |
| 12° | Stadio Amsicora        | Cagliari        | -        |

### Palasport
| #  | Palasport            | Città    | Capienza |
| -- | -------------------- | -------- | -------- |
| 1º | Roberta Serradimigni | Sassari  | 5.000    |
| 2° | Geopalace            | Olbia    | 3.000    |
| 3º | PalaPirastu          | Cagliari | 2.266    |

- PalaCorbia di Alghero
- Palaconi di Cagliari
- PalaSantoru di Sassari
- PalaCabras di Sant’Antioco
- Palestra Polivalente Nuoro
- Palazzo dello Sport Quartu

### Altri impianti
- impianto CUS Cagliari
- Campo da Golf Pevero, Arzachena (OT)
- Campo da Golf Is Molas, Pula (CA)
- Campo da Golf Is Arenas, Narbolia (OR)